# مطار بئر السبع
مطار بئر السبع (بالعبرية: מנחת באר שבע) أو مطار تيمن (بالعبرية: שדה תימן) (بالإنجليزية: Teyman Airport)‏ هو مطار محلي يقع في بئر السبع. يستخدم المطار بشكل أساسي لتعليم الطيران. أو مكان للطيران الخاص الترفيهي، أو الطيران الشراعي، أو للهبوط بالمظلات .